# Flygdrakar
Flygdrakar (Draco) är ett ödlesläkte i familjen agamer bland kräldjuren. De förekommer i Sydostasien.

## Utseende och ekologi

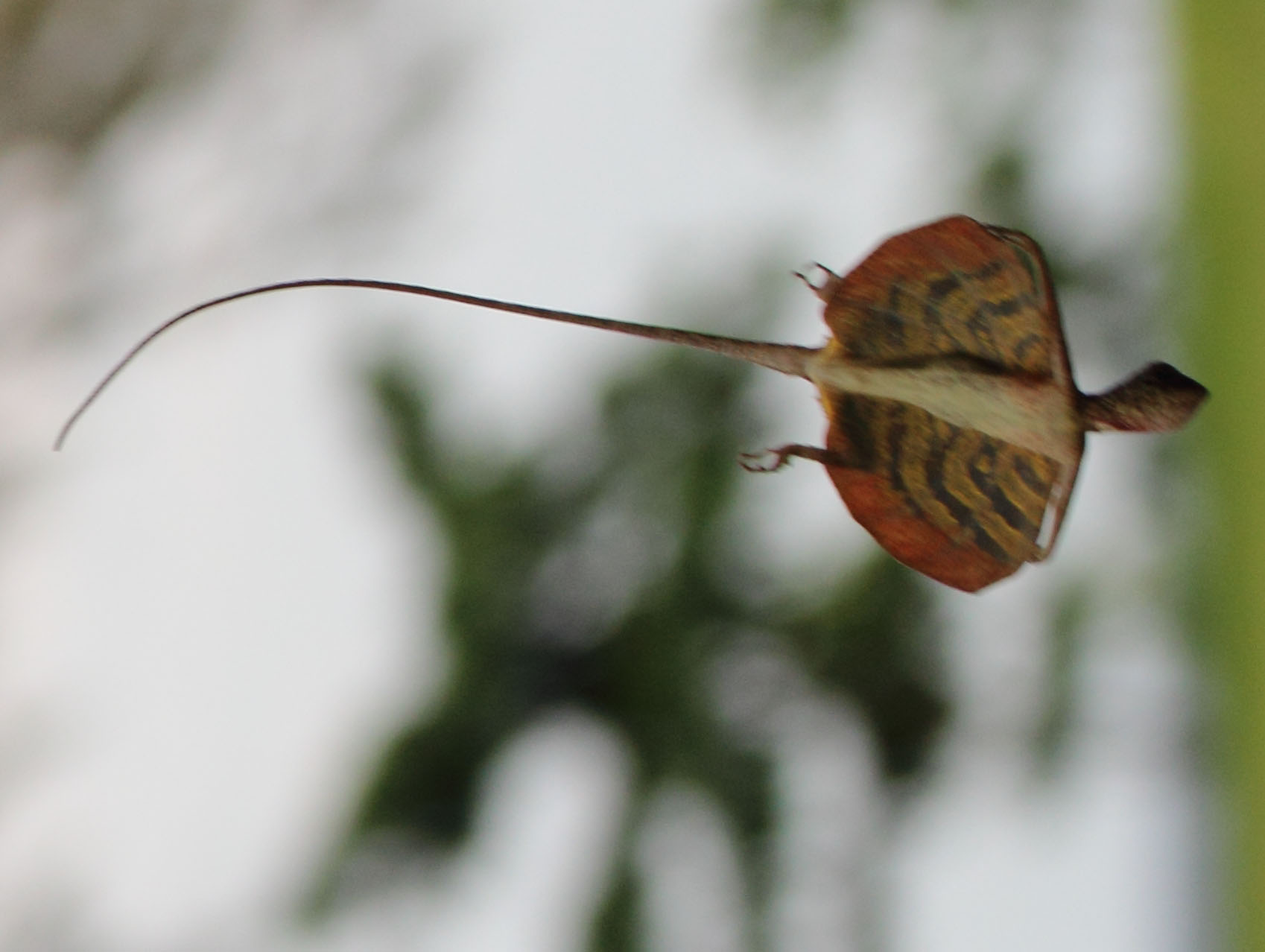
Draco taeniopterus.

Flygdrakar har en spenslig, smal kropp som är täckt med tegelliknande fjäll. De har en lång stjärt. Den främsta egenskapen är en halvmånformig, uttänjbar hud, som hålls utspänd av fem till sju starkt förlängda revbenspar och som spänns ut som segel och som används för att djuret ska kunna glidflyga. Tack vare denna kan flygdrakar, som uppehåller sig i trädens toppar, göra stora språng, upp till cirka 30 meters längd . Det sker bara i riktning uppifrån och nedåt.
De praktfulla färgerna, som utmärker flera arter, finns troligtvis på grund av mimikry. Deras föda består huvudsakligen av små insekter, bland annat myror.

## Systematik
Flygdrakarnas systematik är inte helt klarlagd. De utgör en artrik grupp, kanske "representerande en anmärkningsvärd radiering". Uppfattningarna om antalet arter varierar mellan över 40 och cirka 25. Vissa problem med att gruppera de filippinska varianterna i volans-gruppen talar för att just dessa är resultaten av en mycket hastig radiering, där alltså många arter skulle ha uppstått under en mycket kort tidrymd.
Arter enligt Catalogue of Life i bokstavsordning:
- Draco affinis
- Draco biaro
- Draco bimaculatus
- Draco blanfordii
- Draco caerulhians
- Draco cornutus
- Draco cristatellus
- Draco cyanopterus
- Draco dussumieri
- Draco fimbriatus
- Draco guentheri
- Draco haematopogon
- Draco jareckii
- Draco lineatus
- Draco maculatus
- Draco maximus
- Draco melanopogon
- Draco mindanensis
- Draco norvillii
- Draco obscurus
- Draco ornatus
- Draco palawanensis
- Draco quadrasi
- Draco quinquefasciatus
- Draco taeniopterus